# Letovčan Tomaševečki
Letovčan Tomaševečki is een plaats in de gemeente Klanjec in de Kroatische provincie Krapina-Zagorje. De plaats telt 86 inwoners (2001).